# Centro Católico Social de Catadau
El Centro Católico Social sito en la calle Santa Bárbara número 1 de Catadau (Valencia), España, es un edificio religioso que data del año 1914 atribuido al arquitecto Enrique Viedma Vidal, que fue fundado a principios de siglo por don Ramón Ferrandis.

## Descripción
El edificio es de grandes proporciones si lo comparamos con el resto de construcciones que se sitúan en este entorno urbano. Su planta tiene forma de L, de modo que una de las alas recae a la propia calle principal y la otra a un pequeño parque urbano. Volumétricamente, está integrado por tres cuerpos; dos de ellos corresponden a los brazos de la L, y el central resuelve la intersección. El edificio, en sus dos cuerpos secundarios, es de una sola planta, con cubierta a dos aguas. El cuerpo central está sobreelevado dos plantas del resto, y su cubierta es, asimismo, a dos aguas. Su fachada a la calle Santa Bárbara, se puede considerar la principal, y corresponde al testero de la nave. En ella es donde está situada la entrada principal.
Su función básica es la de un centro social, con las oportunas dependencias, locales de reunión y tertulias, salón de actos, salas de deportes y una capilla. 
El lenguaje empleado se mueve dentro de los planteamientos eclécticos y del modernismo valenciano, con claras influencias novecentistas. No en vano el autor, Enrique Viedma, recién titulado en 1915 por la Escuela de Barcelona, conoce la arquitectura del ladrillo de Domènech i Montaner y de Puig i Cadafalch. La resolución del edificio en estos términos y la coherencia compositiva de los materiales empleados, le confieren gran interés. En efecto, sobre los lienzos de mampostería utilizados como fondo, se destacan los elementos más significativos de la composición resueltos con aparejo de ladrillo. La escasa ornamentación, junto con esquinales, modillones, recercos, pilastras y cornisas se definen con este material.
Las plantas del edificio están caracterizadas en fachada por diferentes soluciones en el tratamiento de los huecos. Así en planta baja, se emplean arcos de medio punto, con ciertos matices historicistas. En primera planta, aparecen los huecos más singulares, que le dan mucha personalidad al edificio. A partir de la cornisa que remata la planta baja, se dispone una serie tres grandes huecos recercados por fachada, de composición tripartita. Dos huecos laterales esbeltos y uno central, quedan coronados por un falso arco consistente en hiladas de ladrillo que van creciendo y aproximándose sucesivamente hasta converger en la clave, formando una línea quebrada de envolvente inclinada y recta. El recercado está tratado con minuciosidad, ya que se resuelve en dos planos, quedando resaltado a lo largo de la poligonal que forma el borde, y en los pequeños salientes que se destacan sobre cada uno de los tres huecos. En la planta superior, se dispone centrada en cada fachada una hilera de nueve ventanas simples, mucho más pequeñas que en la planta anterior, a modo de troneras. La solución de dintel es equivalente a la ya descrita, y la separación de huecos es mínima, reducida a una hilada de ladrillos. El recercado en este caso es común a los nueve huecos, formando una envolvente poligonal, del que nada más sobresalen los vierteaguas.